# 小田原女子短期大学附属保育専門学院
小田原女子短期大学附属保育専門学院（おだわらじょしたんきだいがくふぞくほいくせんもんがくいん）は、かつて神奈川県小田原市にあった専修学校。日中勤務する女性や主婦のために門戸を開く夜間授業が行われていた。1987年廃止。

## 沿革
- 1969年 小田原女子短期大学附属保育専門学校として開校。
- 1972年 小田原女子短期大学に幼児教育学科が設置される。
- 1979年 小田原女子短期大学附属保育専門学院に改称。
- 1987年 廃止[注 1]。

## 学科
- 保育専門課程（修業年限3年夜間部）第二部

## 取得資格・免許状
- 保母（保育士）資格。幼稚園教諭二級（二種）免許状は設置されていなかった [1]。